# Nina Popova (danseuse)
Ne doit pas être confondu avec Nina Popova (athlétisme).
Pour les articles homonymes, voir Popov.
Nina Popova (20 octobre 1922 - 7 août 2020) est une danseuse de ballet américaine.

## Biographie
Nina Popova est la fille de Paul Popov et Natalie Yacovleff. Elle est née à Novorossiïsk en Russie. Sa famille part pour Paris peu après sa naissance. Elle étudie le ballet avec d'autres émigrés russes et, à l'adolescence, danse avec Les Ballets de la Jeunesse (ru) de Lioubov Iegorova.
En 1939, Lubov Tchernicheva, maîtresse de ballet, et Serge Grigoriev, régisseur des ballets russes du colonel W. de Basil, l'engage, avec Tatiana Leskova, Geneviève Moulin, les frères Tupine pour la saison à Covent Garden.
Elle se produit avec les ballets russes du colonel W. de Basil en Grande-Bretagne (mai-juillet 1939), en Australie (novembre 1939), puis aux États-Unis, Los Angeles, San Francisco et New York en 1941. En 1941, les tournées sont interrompues. Lors d'un voyage à Cuba, dix-huit danseurs dirigés par Alberto Alonso (en) se mettent en grève et quittent la troupe pour New York; Avec Nicholas Orloff,, elle rejoint le Ballet Theatre, aujourd'hui appelé American Ballet Theatre, à New York''.
Popova danse de nouveau avec le Ballet Russe de Monte Carlo de 1943 à 1945'.
De 1944 à 1954, elle danse des ballets à Broadway, comme dans The Merry Widow opérette de Franz Lehar en octobre 1944.
Elle joue dans l'émission télévisée Your Show of Shows et à Broadway.
De 1954 à 1967, Popova enseigne à la High School of Performing Arts (en) de New York. De 1967 à 1975, elle est directrice artistique du Houston Ballet, où elle créé une compagnie de danse professionnelle,,. En 1967, elle y met en scène Giselle.
Elle retourne à New York en 1975 et continue d'enseigner, à Long Island et au Neubert Ballet Institute du Carnegie Recital Hall, jusqu'à l'âge de 77 ans.
Popova est décédée des complications du COVID-19 à St. Augustine, en Floride, pendant la pandémie de COVID-19 en Floride.

## Vie privée
Nina Popova se marie avec le danseur Nicholas Orloff et ont un fils, Alexander. Le mariage prend fin en 1950. Lors d'une tournée au Mexique, elle rencontre un journaliste du nom de Luis Sanchez Arriola. Le couple se marie à Mexico en 1957, mais se sépare peu de temps après la naissance de leur fille, Irene Arriola, l'année suivante.